# Bulbophyllum stenophyllum
Bulbophyllum stenophyllum là một loài phong lan thuộc chi Bulbophyllum.